# Carl Georg Graff-Wang
Carl Georg Graff-Wang, norveški rokometaš, * 18. april 1943, Trondheim, † 18. december 2007, Oslo.
Leta 1972 je na poletnih olimpijskih igrah v Münchnu v sestavi norveške rokometne reprezentance osvojil deveto mesto.